# Skelmorlie
Skelmorlie è una località di villeggiatura della costa sud-occidentale della Scozia, facente parte dell'area di consiglio dell'Ayrshire Settentrionale (North Ayrshire) ed affacciata sul Firth of Clyde (Oceano Atlantico). Conta una popolazione di circa 2.000 abitanti

## Geografia fisica
Skelmorlie si trova a sud della località di Wemyss Bay  e a circa 8 km a nord di Largs.

## Storia
Skelmorlie si sviluppò come località di villeggiatura alla fine del XIX secolo, dopo la costruzione di un albergo nel 1868.

## Monumenti e luoghi d'interesse

### Architetture militari

#### Castello di Skelmorlie
Tra i principali monumenti di Skelmorlie, figura il castello, eretto a partire dal 1502 ed ampliato nel corso del XVII secolo, ma in gran parte ricostruito nel 1858 dopo un incendio Fu la residenza della famiglia Montgomery.
|  |

## Società

### Evoluzione demografica
Al censimento del 2011, Skelmorlie contava una popolazione pari a 2.095 abitanti.
La località ha conosciuto un incremento demografico rispetto al 2001, quando contava 1.930 abitanti.